# Germán Cavalieri
Germán Adrián Cavalieri (Buenos Aires, Argentina, 18 de junio de 1977) es un exfutbolista y entrenador de fútbol argentino. Actualmente dirige a San Marcos de Arica de la Primera B de Chile.
Además de Director Técnico de Fútbol es Profesor de Educación Física y Licenciado en Kinesiología, Fisiatría y Quiropracta.

## Trayectoria

### Como futbolista
Fue un arquero que jugó en el fútbol juvenil de Argentinos Juniors e integró el primer equipo de Comunicaciones (en conjunto con cursar la carrera de Profesor de Educación Física), UAI Urquiza, Liniers y Sportivo Baradero.
Combinó su carrera como futbolista con la preceptor en el Colegio Schönthal del barrio La Paternal.

### Como entrenador

#### Entrenador de Juveniles y Asistente
Su carrera como entrenador se inició en el Club Comunicaciones, donde mientras jugaba, trabajaba dirigiendo las categorías Juveniles. 
En el año 2005 se suma como entrenador de arqueros del cuerpo técnico de Francisco Lezcano en el Club Comunicaciones, logrando el ascenso a la Primera B Metropolitana del Fútbol Argentino. Luego continuó como Preparador Físico con Francisco Lezcano en San Miguel (2008) y con Marcos Barlatay en Defensores Unidos de Zárate (2010).
Entre los años 2010-2013 trabajo en divisiones inferiores en Nueva Chicago. En el 2013 fue ayudante de campo de René Kloker en el interinato en el Nacional B.
A mediados de 2014 Pablo Guede, que conocía a Cavalieri del fútbol juvenil de Nueva Chicago, lo suma al cuerpo técnico para su experiencia en Palestino. Ese plantel termina 4° el torneo, logra ganar la Liguilla Pre-Libertadores 2014 y clasificar al club árabe a la Copa Libertadores 2015 después de 36 años.
En 2016 como ayudante de Guede en San Lorenzo logran obtener la Supercopa Argentina ganándole una recordaba final a Boca por 4-0 y finalizando el torneo subcampeón, perdiendo la final con Lanús. Tras ese paso, Guede y Cavalieri separan sus caminos.
En el segundo semestre de 2016 se suma a Mitre en la doble función de Entrenador Alterno de Arnaldo Sialle y coordinador del fútbol juvenil.

#### Deportes Valdivia
El 11 de noviembre de 2016 asume la banca de Deportes Valdivia de la Primera B de Chile. Llegó a un equipo que estaba último y no había logrado ganar en 10 fechas. Se logró una remontada que terminó con 6 partidos ganados, 5 empatados y 4 perdidos.

#### Palestino
El 7 de abril de 2017 asume como Director Técnico de Palestino a falta de 7 fechas para la finalización del torneo, con la misión de salvar al equipo del descenso en el Torneo Clausura. El 21 de mayo de 2017 logra el objetivo de mantener a Palestino después de una remontada que tuvo 3 triunfos, 3 empates y tan solo una derrota. Además, en ese período logra clasificar a la segunda fase de la Copa Sudamericana tras vencer a Atlético Venezuela.
En el torneo siguiente continúa como entrenador teniendo que conformar un plantel nuevo casi en su totalidad. Tras un campeonato irregular, logra mantener la categoría con un empate ante Santiago Wanderers en la Cisterna. En el mismo semestre queda eliminado de la Copa Sudamericana a manos de Flamengo de Brasil.
El 2018 no empezó de la mejor manera, con Palestino en la zona baja del campeonato oficial, por lo que en mayo de ese año decide dar un paso al costado.

#### Ñublense
En agosto de 2018 llega a Ñublense, quedando 10 partidos para el final del Torneo de Primera B chileno. Si bien los resultados no fueron los esperados, logran mantener la categoría y continuar en 2019. 
Luego del receso y con la posibilidad de incorporar jugadores, el equipo muestra otra imagen pero no consigue trasladarlo a resultados. Por eso, luego de 2 partidos ganados, 3 empatados y 3 perdidos, con el conjunto chillanejo en la 14° posición, la dirigencia del Ñublense decide ponerle fin al contrato.

#### Club Atlético Los Andes
Asume en enero del 2020, jugadas 8 fechas se suspende el torneo producto de la pandemia (Covid 19). Luego a mediados de noviembre se reanuda el fútbol, donde no logró clasificar al playoff por un ascenso a la Primera B Nacional pese a depender de sus propios resultados, por lo que su contrato no fue renovado.

#### Segundo paso por Deportes Valdivia
En 2021 se anuncia su regreso a Deportes Valdivia, para encabezar la operación de retorno a la Primera B Chilena. Tras 13 partidos, deja la banca Valdiviana debido a una baja sostenida en el rendimiento del equipo, en 7° posición, más cercano a puestos de descenso que del ascenso, y con una sola victoria de los últimos 6 partidos, siendo reemplazado por Luis Marcoleta.

#### Comunicaciones
En diciembre de 2021 fue anunciado como nuevo entrenador de Comunicaciones de Argentina, Pese a lograr coronarse como campeón del Torneo Apertura de la Primera B , es eliminado en las semifinales del reducido por el Club Villa San Carlos. Tras el fin del torneo, no llegó a un acuerdo para su renovación de contrato.

#### Unión San Felipe
En diciembre de 2022 es anunciado como nuevo director técnico de Unión San Felipe de la Primera B de Chile, con vistas a la temporada 2023. Tras alrededor de 5 meses al mando del equipo, registrando 5 victorias, 3 empates y 4 derrotas, luego de un empate ante Cobreloa el adiestrador salió de la cancha siendo pifiado, contestándole al público y burlándose de ellos; pese a mantener al club en el 6° lugar del torneo oficial, y con un invicto de 7 partidos, el 18 de mayo de 2023 se anunció su desvinculación del equipo aconcagüino, argumentando que «su gestión no está alineada con los valores de la institución». Los motivos serían una mala relación con el dueño del club Raúl Delgado, no usando un sistema de juego que le gustara a este, problemas con la logística, la convocatoria a Gerardo Cortés, entre otros. Cavalieri reconoció la mala relación con Delgado, anunciando posibles acciones legales debido al comunicado que anuncia su despido. Tiempo después de su despido, Delgado señalo que «Lo despedimos por ser el peor técnico que pasó por el club. No solo por incapaz sino, también, por su soberbia y su ego. Se cree que es superior a cualquiera y es un fracasado».

#### Rangers
Luego de 3 meses de su despido de Unión San Felipe, el 29 de agosto de 2023 es anunciado como nuevo adiestrador de Rangers de la Primera B chilena, en lo que será su quinto banquillo en Chile, teniendo la misión de salvar al conjunto rojinegro del descenso a la Segunda División. Logrado el objetivo, y pese a mantener conversaciones para la renovación del contrato, el club optó por contratar a Juan José Luvera.

#### San Marcos de Arica
El 8 de abril de 2024 es anunciado como el flamante entrenador de San Marcos de Arica de la Primera B chilena, en reemplazo de Víctor Barría. En julio de 2024, el delantero Marcos Camarda dejó el club pese al ser el goleador, debido a la mala relación con el director técnico; mientras en agosto, se rumoreó en la prensa local que el entrenador tendría una tensa relación con el gerente del club Julián Rodríguez, quien habría contactado a jugadores del equipo para que estos no rindieran a sus capacidades.Tras el fin del torneo 2024, en donde el equipo no logró clasificar a la liguilla por el ascenso, Felipe Báez futbolista que formó el parte del plantel, señaló que muchos jugadores del equipo no tenían una buena relación con el entrenador.Además, se señaló que debido a la actitud del entrenador terminó renunciando el preparador físico del plantel Álex Hernández, mientras que Marcos Camarda, Nahuel Donadell y Jimmy Cisterna optaron por salir del club.Pese a esto, el club anunció la renovación del entrenador para la temporada 2025.
Durante la Liga de Ascenso 2025, el equipo ariqueño se ha encumbrado en los primeros lugares de la clasificación trascurrida la primera rueda;por otra parte, el equipo ha sido objeto de críticas por la hinchada debido a su planteamiento defensivo,además que durante un partido como local ante Deportes Santa Cruz terminó con el técnico invitando a pelear a un hincha, situación que finalmente no pasó a mayores.

## Clubes

### Como jugador
| Club              | País      | Año       |
| ----------------- | --------- | --------- |
| Comunicaciones    | Argentina | 1995-1999 |
| UAI Urquiza       | Argentina | 1999      |
| Comunicaciones    | Argentina | 2002-2004 |
| Liniers           | Argentina | 2005      |
| Sportivo Baradero | Argentina | 2008-2009 |

### Como entrenador alterno
| Club                        | País      | Año       | Entrenador Titular |
| --------------------------- | --------- | --------- | ------------------ |
| Nueva Chicago               | Argentina | 2013      | René Kloker        |
| Palestino                   | Chile     | 2014-2015 | Pablo Guede        |
| San Lorenzo de Almagro      | Argentina | 2016      | Pablo Guede        |
| Mitre (Santiago del Estero) | Argentina | 2016      | Arnaldo Sialle     |

### Como entrenador
| Club                | País      | Año       | P   | PG | PE | PP | Rendimiento |
| ------------------- | --------- | --------- | --- | -- | -- | -- | ----------- |
| Deportes Valdivia   | Chile     | 2016-2017 | 15  | 6  | 5  | 4  | 51.11%      |
| Palestino           | Chile     | 2017-2018 | 40  | 12 | 12 | 16 | 40%         |
| Ñublense            | Chile     | 2018-2019 | 18  | 5  | 6  | 7  | 38.89%      |
| Los Andes           | Argentina | 2019-2020 | 13  | 5  | 5  | 3  | 48.89%      |
| Deportes Valdivia   | Chile     | 2021      | 13  | 5  | 3  | 5  | 46.15%      |
| Comunicaciones      | Argentina | 2022      | 33  | 14 | 8  | 11 | 50.5%       |
| Unión San Felipe    | Chile     | 2023      | 13  | 5  | 4  | 4  | 48.72%      |
| Rangers             | Chile     | 2023      | 7   | 3  | 2  | 2  | 52.38%      |
| San Marcos de Arica | Chile     | 2024-Act. | 53  | 19 | 13 | 21 | 44.03%      |
| Total               | Total     | Total     | 222 | 81 | 61 | 80 | 45.65%      |

## Palmarés

### Como Entrenador
| Título                  | Club           | País      | Año  |
| ----------------------- | -------------- | --------- | ---- |
| Campeón Torneo Apertura | Comunicaciones | Argentina | 2022 |